# Сіді-Окба (мечеть, Алжир)

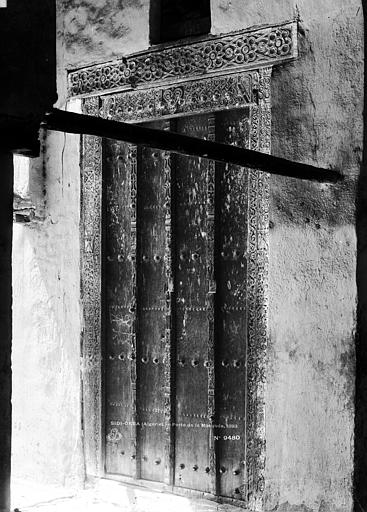
Вхід у мавзолей Укба ібн Нафі

Мечеть Сіді-Окба (араб. مسجد سيدي عقبة;  бербер. ⵙⵉⴷⵉ oⴽⴱⴰ) — мечеть в місті Сіді-Окба в Алжирі.

## Історія
Входила до комплексу будівель побудованих на згадку про омеядського намісника в Північній Африці Укба ібн Нафі. Мавзолей самого Укба ібн Нафі також знаходиться у мечеті. Укба ібн Нафі повертався з походу через пустелю і був убитий берберами в оазі Чуда, на схід від Біскри. Звідти тіло Окби перевезено в оазис, названий згодом Сіді-Окба. Мечеть та мавзолей стали місцем релігійного поклоніння для мусульман Магриба.
У 1025 мечеть розширена зіридським правителем Аль-Муїзом ібн Бадісом.

## Опис
Мечеть у формі куба в архітектурному стилі характерного часу правління династії Омеядів. Доступ до молитовної зали здійснюється через три бічні входи. Сім нефів, паралельних стіні кіблі, мають сім бухт. Стеля мечеті є терасою всередині якої розташований купол.

Вхід у мавзолей прикрашений різьбленням, як і двері часів правління фатимідів, подібні до дверей Соборної мечеті Кайруана. На могилі Укба ібн Нафі немає інших написів, крім слів, написаних куфічними письменами:
Тут спочиває Окба, син Нафі, та пошле йому Аллах свою милість.